# Laguna (Kalifornien)
Laguna (früher Laguna Creek) ist ein Stadtteil von Elk Grove im Sacramento County im US-Bundesstaat Kalifornien. Der Stadtteil liegt bei den geographischen Koordinaten 38,42° Nord, 121,42° West und hat eine Größe von 17,5 km².